# Tour de Pologne 2015 – 2. etap
2. etap kolarskiego wyścigu Tour de Pologne 2015 odbył się 3 sierpnia. Start etapu miał miejsce w Częstochowie, meta natomiast w Dąbrowie Górniczej. Etap liczyć będzie 146 kilometrów.

## Premie
Na 2. etapie były następujące premie:
| Rodzaj | Rodzaj            | Miejscowość      | Kilometry (od startu) | Kilometry (do mety) |
| ------ | ----------------- | ---------------- | --------------------- | ------------------- |
|        | Lotna             | Siewierz         | 55,4 km               | 90,6 km             |
|        | Górska (III kat.) | Dąbrowa Górnicza | 78,4 km               | 67,6 km             |
|        | Górska (III kat.) | Będzin           | 89,0 km               | 57,0 km             |
|        | Lotna             | Będzin           | 91,1 km               | 54,9 km             |

### Wyniki
| Lotna – Siewierz |                  |        |        |
| Miejsce          | Zawodnik         | Zespół | Punkty |
| 1.               | Kamil Gradek     | POL    | 3      |
| 2.               | Adrian Kurek     | CCC    | 2      |
| 3.               | Marcus Burghardt | BMC    | 1      |

| Górska – Dąbrowa Górnicza |                |        |        |
| Miejsce                   | Zawodnik       | Zespół | Punkty |
| 1.                        | Adrian Kurek   | CCC    | 3      |
| 2.                        | Martijn Keizer | TLJ    | 2      |
| 3.                        | Sander Armee   | LTS    | 1      |

| Górska – Będzin |                |        |        |
| Miejsce         | Zawodnik       | Zespół | Punkty |
| 1.              | Adrian Kurek   | CCC    | 3      |
| 2.              | Martijn Keizer | TLJ    | 2      |
| 3.              | Sander Armee   | LTS    | 1      |

| Lotna – Będzin |                  |        |        |
| Miejsce        | Zawodnik         | Zespół | Punkty |
| 1.             | Martijn Keizer   | TLJ    | 3      |
| 2.             | Marcus Burghardt | BMC    | 2      |
| 3.             | Kamil Gradek     | POL    | 1      |

## Wyniki etapu
| Miejsce | Zawodnik            | Państwo   | Zespół                 | Czas       | Bon.  | Pkt. |
| ------- | ------------------- | --------- | ---------------------- | ---------- | ----- | ---- |
| 1.      | Matteo Pelucchi     | Włochy    | IAM Cycling            | 3h 20' 12" | -10 s | 20   |
| 2.      | Marcel Kittel       | Niemcy    | Team Giant-Alpecin     | + 0"       | -6 s  | 19   |
| 3.      | Giacomo Nizzolo     | Włochy    | Trek Factory Racing    | + 0"       | - 4 s | 18   |
| 4.      | Kris Boeckmans      | Belgia    | Lotto Soudal           | + 0"       | —     | 17   |
| 5.      | Sacha Modolo        | Włochy    | Lampre-Merida          | + 0"       | —     | 16   |
| 6.      | Niccolò Bonifazio   | Włochy    | Lampre-Merida          | + 0"       | —     | 15   |
| 7.      | Salvatore Puccio    | Włochy    | Team Sky               | + 0"       | —     | 14   |
| 8.      | Lasse Norman Hansen | Dania     | Team Cannondale-Garmin | + 0"       | —     | 13   |
| 9.      | Mitchell Docker     | Australia | Orica-GreenEdge        | + 0"       | —     | 12   |
| 10.     | Sébastien Turgot    | Francja   | Ag2r-La Mondiale       | + 0"       | —     | 11   |

## Klasyfikacje po 2. etapie

### Klasyfikacja generalna
| Miejsce | Zawodnik          | Państwo   | Zespół              | Czas       |
| ------- | ----------------- | --------- | ------------------- | ---------- |
|         | Marcel Kittel     | Niemcy    | Team Giant-Alpecin  | 6h 03' 09" |
| 2.      | Caleb Ewan        | Australia | Orica-GreenEdge     | + 10"      |
| 3.      | Niccolò Bonifazio | Włochy    | Lampre-Merida       | + 12"      |
| 4.      | Giacomo Nizzolo   | Włochy    | Trek Factory Racing | + 12"      |
| 5.      | Marcus Burghardt  | Niemcy    | BMC Racing Team     | + 13"      |
| 6.      | Kris Boeckmans    | Belgia    | Lotto Soudal        | + 16"      |
| 7.      | Sébastien Turgot  | Francja   | Ag2r-La Mondiale    | + 16"      |
| 8.      | Salvatore Puccio  | Włochy    | Team Sky            | + 16"      |
| 9.      | Nikias Arndt      | Niemcy    | Team Giant-Alpecin  | + 16"      |
| 10.     | Lorrenzo Manzin   | Francja   | FDJ.fr              | + 16"      |

### Klasyfikacja punktowa
| Miejsce | Zawodnik          | Państwo    | Zespół              | Punkty |
| ------- | ----------------- | ---------- | ------------------- | ------ |
|         | Marcel Kittel     | Niemcy     | Team Giant-Alpecin  | 39     |
| 2.      | Niccolò Bonifazio | Włochy     | Lampre-Merida       | 33     |
| 3.      | Kris Boeckmans    | Belgia     | Lotto Soudal        | 32     |
| 4.      | Giacomo Nizzolo   | Włochy     | Trek Factory Racing | 27     |
| 5.      | Sébastien Turgot  | Francja    | Ag2r-La Mondiale    | 27     |
| 6.      | Salvatore Puccio  | Włochy     | Team Sky            | 22     |
| 7.      | Matteo Pelucchi   | Szwajcaria | IAM Cycling         | 20     |
| 8.      | Caleb Ewan        | Australia  | Orica-GreenEdge     | 19     |
| 9.      | Dennis van Winden | Holandia   | Team LottoNL-Jumbo  | 17     |
| 10.     | Sacha Modolo      | Włochy     | Lampre-Merida       | 16     |

### Klasyfikacja górska
| Miejsce | Zawodnik       | Państwo  | Zespół                 | Punkty |
| ------- | -------------- | -------- | ---------------------- | ------ |
|         | Adrian Kurek   | Polska   | CCC Sprandi Polkowice  | 9      |
| 2.      | Martijn Keizer | Holandia | Team LottoNL-Jumbo     | 4      |
| 3.      | Sander Armée   | Belgia   | Lotto Soudal           | 2      |
| 4.      | Paweł Bernas   | Polska   | Reprezentacja Polski   | 2      |
| 5.      | Matej Mohorič  | Słowenia | Team Cannondale-Garmin | 1      |

### Klasyfikacja najaktywniejszych
| Miejsce | Zawodnik         | Państwo  | Zespół                 | Punkty |
| ------- | ---------------- | -------- | ---------------------- | ------ |
|         | Kamil Gradek     | Polska   | Reprezentacja Polski   | 4      |
| 2.      | Adrian Kurek     | Polska   | CCC Sprandi Polkowice  | 4      |
| 3.      | Martijn Keizer   | Holandia | Team LottoNL-Jumbo     | 3      |
| 4.      | Matej Mohorič    | Słowenia | Team Cannondale-Garmin | 3      |
| 5.      | Marcus Burghardt | Niemcy   | BMC Racing Team        | 3      |
| 6.      | Paweł Bernas     | Polska   | Reprezentacja Polski   | 1      |

### Klasyfikacja drużynowa
| Miejsce | Zespół                 | Państwo           | Czas        |
| ------- | ---------------------- | ----------------- | ----------- |
| 1.      | Team LottoNL-Jumbo     | Holandia          | 18h 10' 15" |
| 2.      | Team Tinkoff-Saxo      | Rosja             | + 0"        |
| 3.      | Team Giant-Alpecin     | Niemcy            | + 8"        |
| 4.      | BMC Racing Team        | Stany Zjednoczone | + 8"        |
| 5.      | Etixx-Quick Step       | Belgia            | + 8"        |
| 6.      | Pro Team Astana        | Kazachstan        | + 8"        |
| 7.      | Reprezentacja Polski   | Polska            | + 8"        |
| 8.      | Team Cannondale-Garmin | Stany Zjednoczone | + 16"       |
| 9.      | Ag2r-La Mondiale       | Francja           | + 16"       |
| 10.     | IAM Cycling            | Szwajcaria        | + 16"       |